# アップルシード タクティクス
アップルシード タクティクス（APPLESEED TACTICS）はゲームポットが運営していたオンラインブラウザゲームである。2010年7月15日に正式サービス終了。

## 概要
士郎正宗原作のSF漫画『アップルシード』の世界観を引き継いだゲームである。1ターンは5分で構成され、プレイヤーは5分の間にメンバー編成やアイテムの使用、行動などを決定する。ターン切り替え後、プレイヤーの行動結果が反映され、結果を確認し次のターンの行動を決定する。この繰り返しでゲームは進行する。

## ゲームモード
原作以前の時代（2100年-）を舞台にした「APPLESEED:F」と、原作後の時代（2129年-）を舞台とした「APPLESEED:C」の2つのモードがある。

### APPLESEED:F
プレイヤーは出身地、パラメータ、サポートキャラクターなどの基本情報を設定した後、世界を移動して依頼を引き受ける。依頼にはそれぞれレベルが設定されており、依頼に受けるにはそのレベルに必要な技能が必要となる。ターン終了後、結果に応じて名誉点が入り、特定条件を満たすとメダルを入手する場合もある。
現役値と呼ばれる隠しパラメータがなくなると引退となり、引退処理をするとデータは抹消される。APPLESEED:Fで得た名誉点（PPに換算）・アイテムは引退後、APPLESEED:Cのデータに引き継ぎ可能。

### APPLESEED:C
プレイヤーは5つの組織のいずれかに所属する。
組織
- オリュンポス
- ユナイテッド・リパブリック
- 自由アフリカ
- アメリカ帝国
- ナグルファル

各組織は首都が設定されており、プレイヤーは首都から行動を開始する。行動には戦闘・謀略・警備・内政
労働・交渉・待機がある。戦闘を行い防衛値が0になるとその拠点を占領する。全拠点が1つの勢力によって占領されるか、資産が最も多い勢力が勝利となる。1週間で勢力はリセットされ、新たなゲームがスタートする。

#### 部隊編成
プレイヤーは各行動においてユニットと呼ばれるカードを使用してデッキを構成する。ユニットには属性や環境耐性、使用できる行動などが設定されており、プレイヤーは行動拠点の地形などを考慮して編成を行う。
ユニットはスターターとして配られる他、ゲーム内のポイントを使って追加購入できる。中には原作の人物をカード化したものもある。

#### 掲示板
各勢力にはその勢力に所属しているプレイヤーのみが閲覧可能な掲示板が用意されており、作戦などの話し合いができる。